# Bent’s Old Fort National Historic Site
Bent’s Old Fort National Historic Site ist ein historischer Handelsposten im Südosten des US-Bundesstaats Colorado, am Nordufer des Arkansas River, nahe der heutigen Kleinstadt La Junta. Das Fort wurde 1833 von William und Charles Bent gemeinsam mit Ceran St. Vrain erbaut, um einen festen Sitz für den aufstrebenden Handel mit den Cheyenne-Indianern, sowie den Trappern und Händlern auf dem Santa Fe Trail zu bieten.
Der heutige Bau ist eine Rekonstruktion aus dem Jahr 1976 im Auftrag des National Park Service, der die Gedenkstätte verwaltet.

## Der Bau
Das Fort ist wie eine Festung errichtet. Es besteht aus einem unregelmäßigen Viereck um einen großen Hof, an dessen nördliche Außenwand Ställe und ein Pferch lehnen. An zwei gegenüberliegenden Ecken befinden sich massive runde Türme. Alle Wände sind aus Adobe-Lehmziegeln erbaut, verstärkt werden sie durch Holzbalken.

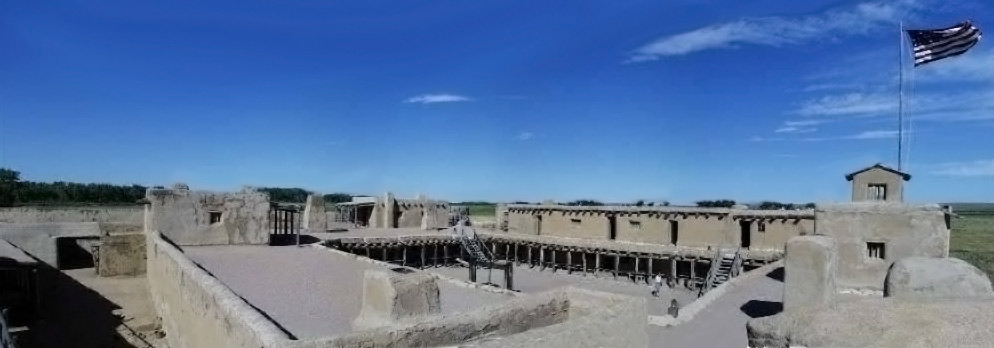
Blick über Bent’s Old Fort

Innerhalb des Forts befanden sich neben den Wohnräumen der Händler und dem Verkaufsraum auch Werkstätten der wichtigsten Handwerker, wie Schmiede und Zimmerleute, die den Planwagen-Karawanen ihre Dienste anboten. Obwohl das Fort eine private Handelsstation war, lagerte die US-Armee dort Vorräte und Munition und nutzte das Fort im Mexikanisch-Amerikanischen Krieg 1846/48 als Stützpunkt.

## Geschichte
Im Jahr 1833 war Bent’s Old Fort, auch als Bent’s Big Lodge bezeichnet, der einzige Vorposten der Amerikaner im Südwesten. Auf dem Santa Fe Trail fand der gesamte Handel mit Mexiko statt, und das Fort direkt am Arkansas River, dem Grenzfluss war für viele Jahre der einzige feste Stützpunkt auf einem Weg von 1300 km und zwei Monaten, erst ab 1847 kamen langsam weitere (militärische und zivile) Forts hinzu.
Damit hatte Bent’s Fort eine besondere Rolle für die Händler im Überlandhandel mit Mexiko und für das Verhältnis zu den Indianern und bei der Besiedelung des Wilden Westens. Die südlichen Cheyenne waren die direkten Nachbarn. Sie boten den Händlern des Forts erst Biber- und Otter-Pelze, später überwiegend Bison-Felle an und tauschten dafür Werkzeuge, (verdünnten) Branntwein, Glasperlen und bunte Textilien ein. Der Posten etablierte sich und zog bald Indianer auch aus anderen Regionen an: Arapaho aus dem zentralen Colorado, Komantschen, Kiowa und Apachen kamen von Ost und West. Sogar Ute und Shoshone aus den nördlichen Rocky Mountains im heutigen Wyoming kamen zum Fort, nachdem der dortige Pelzhandel Mitte der 1830er Jahre abgenommen hatte.

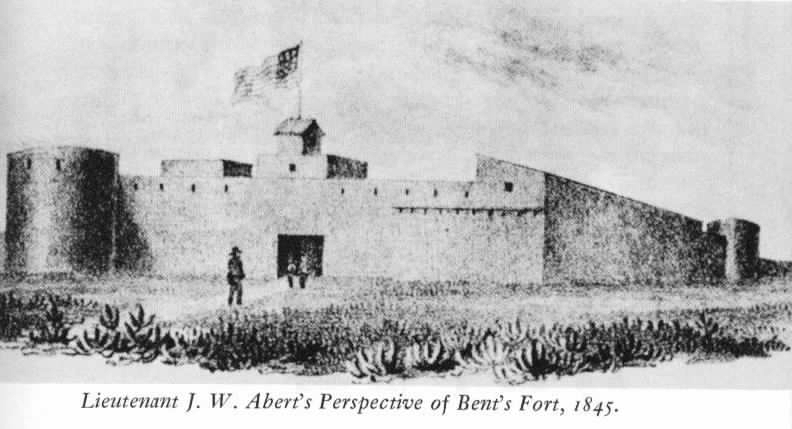
Bent’s Fort 1845

Schließlich begannen die Indianer verschiedener Völker das Fort als neutralen Ort zu betrachten und hielten dort ihre Powwows und andere Verhandlungen ab. Die Partner Bent und St. Vrain weiteten ihr Handelsunternehmen zu einem Imperium aus. Sie eröffneten Stützpunkte in Taos und Santa Fe, sowie Vertretungen in weiter entfernten Orten.
1846 nutzte die US-Armee das Fort als Aufmarschplatz für den ersten Feldzug im Mexikanisch-Amerikanischen Krieg. Charles Bent wurde 1846 als vorläufiger Gouverneur im besetzten New Mexico eingesetzt und im Jahr darauf bei einem Aufstand der Pueblo-Indianer erschlagen. Durch den Friedensschluss 1848 wurden New Mexico, Arizona und Kalifornien Teil der Vereinigten Staaten, der Santa Fe Trail bekam eine neue Bedeutung als Route von Tausenden Siedlern.
Die Siedler-Treks veränderten die Landschaft. Die Menschenmassen erschöpften die Quellen, holzten die spärliche Vegetation ab und schossen die Bisons. Bereits 1849 waren die meisten Cheyenne weg vom Trail in die Prärien gezogen, der Handel mit ihnen brach zusammen. William Bent versuchte das Fort an die Armee zu verkaufen, als diese kein Interesse hatte, gab er es auf. Angeblich soll er selbst die Bauten gesprengt haben, archäologische Befunde lassen auf ein Feuer schließen, die Sprengung ist nicht nachweisbar. Bent und St. Vrain errichteten 1853 ein neues Fort 40 Meilen (65 km) flussabwärts.
In den 1870er Jahren kam die Eisenbahn an den Arkansas River, die Zeit der Planwagenzüge war vorbei.

## Bent’s Fort heute
1960 wurde der Standort des Forts als National Historic Site ausgewiesen und in der Folge archäologisch untersucht. Am 19. Dezember 1960 wurde Bent’s Old Fort als National Historic Landmark anerkannt. Am 15. Oktober 1966 wurde Bent’s Fort als Historic District in das National Register of Historic Places aufgenommen. Zeichnungen, die ein Leutnant Alberts in den 1840er Jahren angefertigt hatte, dienten als weitere Quellen für die Rekonstruktion des Forts mit alten Baumaterialien im Jahr 1976.
Das Fort kann besichtigt werden, es gibt eine Besucherinformation mit einem kleinen Museum zur Frühzeit des Wilden Westens und regelmäßige Führungen.
Im Fort wurden mehrere Filme gedreht, darunter „Das war der Wilde Westen (How the West Was Won)“ (1962), Regie: John Ford, Darsteller: Henry Fonda, Karl Malden, Gregory Peck, George Peppard, James Stewart, John Wayne

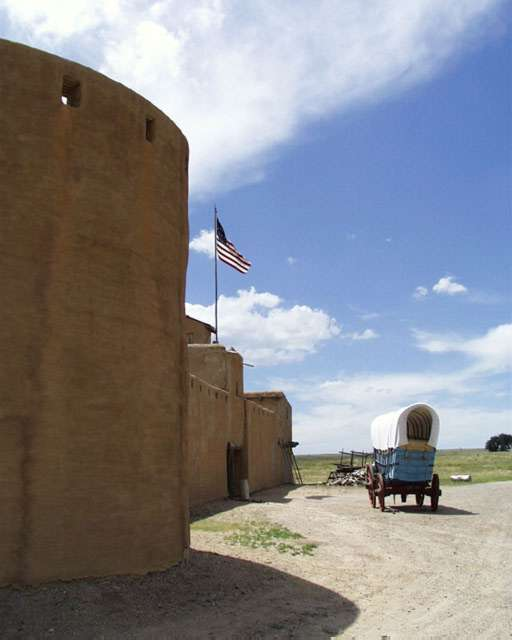
Mauer von außen
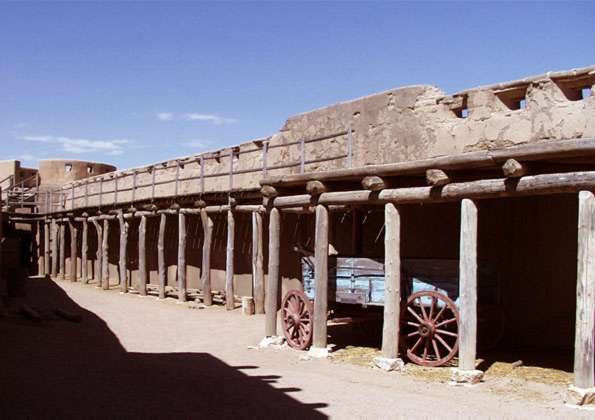
Im Hof
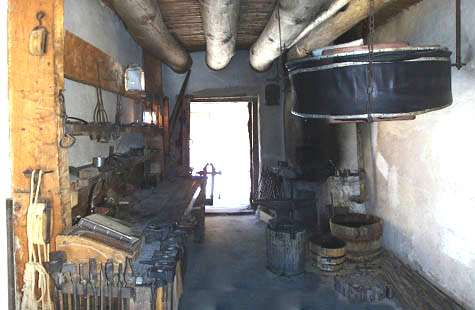
Schmiede
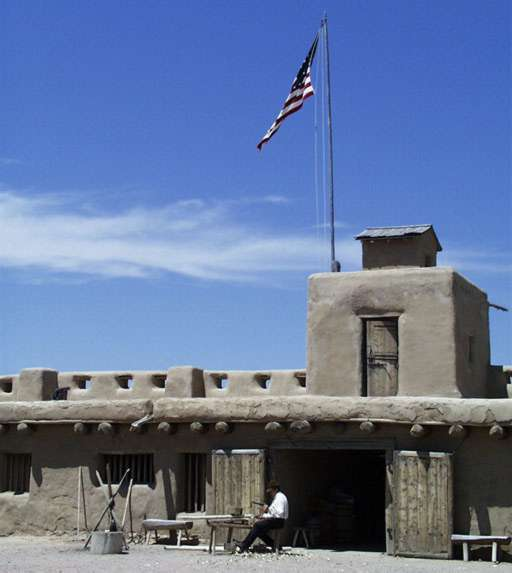
Mauern vom Hof